# Françoise du Brésil
Signature
Françoise du Brésil (en portugais : Francisca do Brasil), princesse du Brésil, est née le 2 août 1824 à Rio de Janeiro et morte le 27 mars 1898 à Paris. Fille de l'empereur Pierre Ier du Brésil et de l'archiduchesse Marie-Léopoldine d'Autriche, elle est, par son mariage avec François d'Orléans, princesse de Joinville et membre de la maison d'Orléans.

## Famille

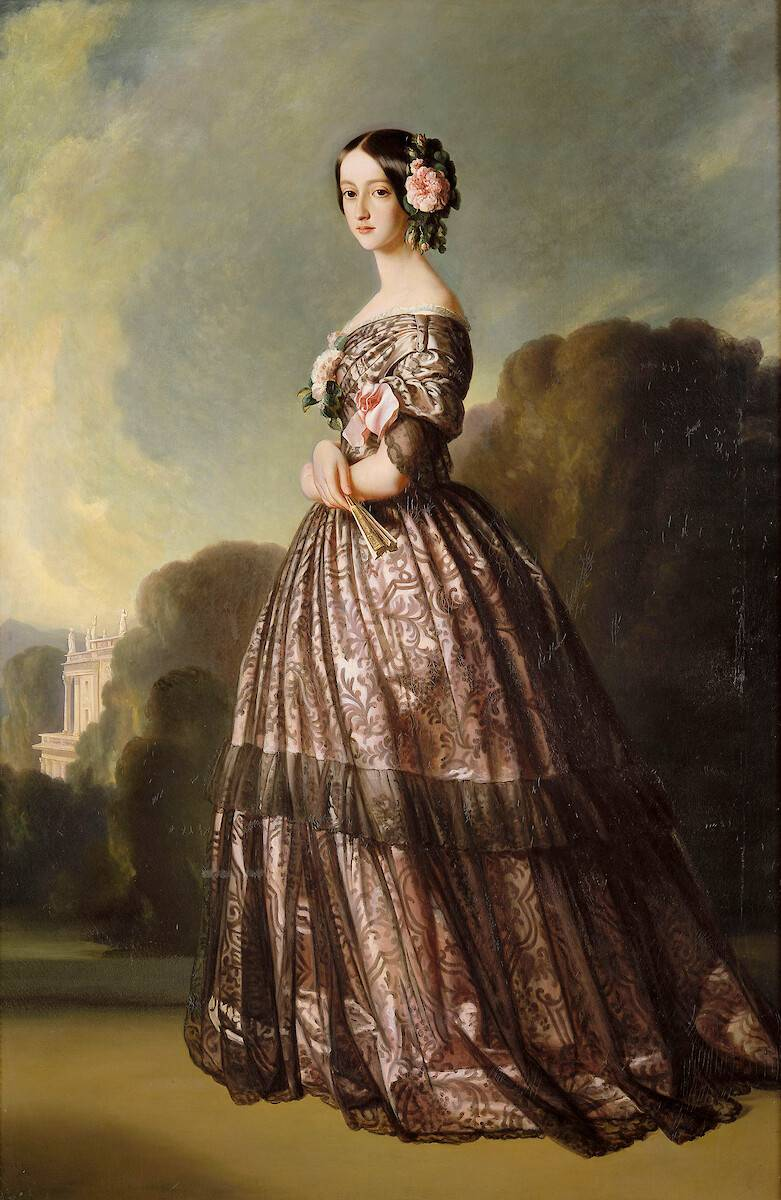
Portrait de Françoise du Brésil, princesse de Joinville.

Née Francisca Carolina Joana Carlota Leopoldina Romana Xavier de Paula Michaela Gabriela Raphaela Gonzaga de Bragança à Rio de Janeiro, Françoise de Bragance est la fille de l'empereur Pierre Ier du Brésil, également roi de Portugal sous le nom de Pierre IV, et de l'archiduchesse Marie-Léopoldine d'Autriche, fille de l'empereur François Ier d'Autriche, et sœur de l'impératrice Marie-Louise, seconde épouse de Napoléon Ier. Françoise est ainsi la cousine germaine du roi de Rome, Napoléon II (dit l'Aiglon), mais aussi celle de l'empereur François-Joseph Ier d'Autriche.
Françoise est la sœur de la reine Marie II de Portugal et de l'empereur Pierre II du Brésil.
Sa mère meurt en 1826 et son père se remarie trois ans plus tard avec la princesse Amélie de Leuchtenberg, fille d'Eugène de Beauharnais. Il abdique en 1831, se rend au Portugal pour affermir le trône de sa fille aînée Marie II et meurt en 1834.
Le 1er mai 1843, Françoise épouse à Rio de Janeiro le prince François d'Orléans, prince de Joinville, fils cadet du roi des Français, Louis-Philippe Ier. La ville brésilienne de Joinville fait partie de la dot de la jeune fille. De cette union naissent trois enfants :
- Françoise d'Orléans (1844-1925), qui épouse en 1863 son cousin Robert d'Orléans, duc de Chartres ;
- Pierre d'Orléans (1845-1919), duc de Penthièvre, sans alliance (descendance illégitime) ;
- N. d'Orléans (1849), enfant mort-né.

## Biographie

### Princesse du Brésil
La princesse Françoise naît le 2 août 1824 au palais de Saint-Christophe, à Rio de Janeiro. Elle reçoit ce prénom en référence au rio São Francisco, un long fleuve brésilien. Deux ans après sa naissance, le 11 décembre 1826, sa mère, l'impératrice Marie-Léopoldine, meurt des suites d'une fausse couche. Le 17 octobre 1829, l'empereur Pierre Ier épouse en secondes noces la petite-fille de Joséphine de Beauharnais, la princesse Amélie de Leuchtenberg. De cette union naît une fille, la princesse Marie-Amélie.
L'empereur Pierre Ier abdique le 7 avril 1831 et prend le titre de duc de Bragance. Avec sa seconde épouse, alors enceinte, il part pour le Portugal restaurer sa fille, Marie II, sur le trône, que son frère, le prince Michel, a usurpé trois ans auparavant,,. Françoise ne revoit pas son père, qui meurt prématurément en 1834. Son frère de 5 ans, placé sous la tutelle du diplomate José Bonifácio de Andrada e Silva, accède au trône sous le nom de Pierre II,. Pendant son enfance, Françoise est élevée dans la foi catholique et apprend à jouer de plusieurs instruments de musique.

### Princesse de Joinville

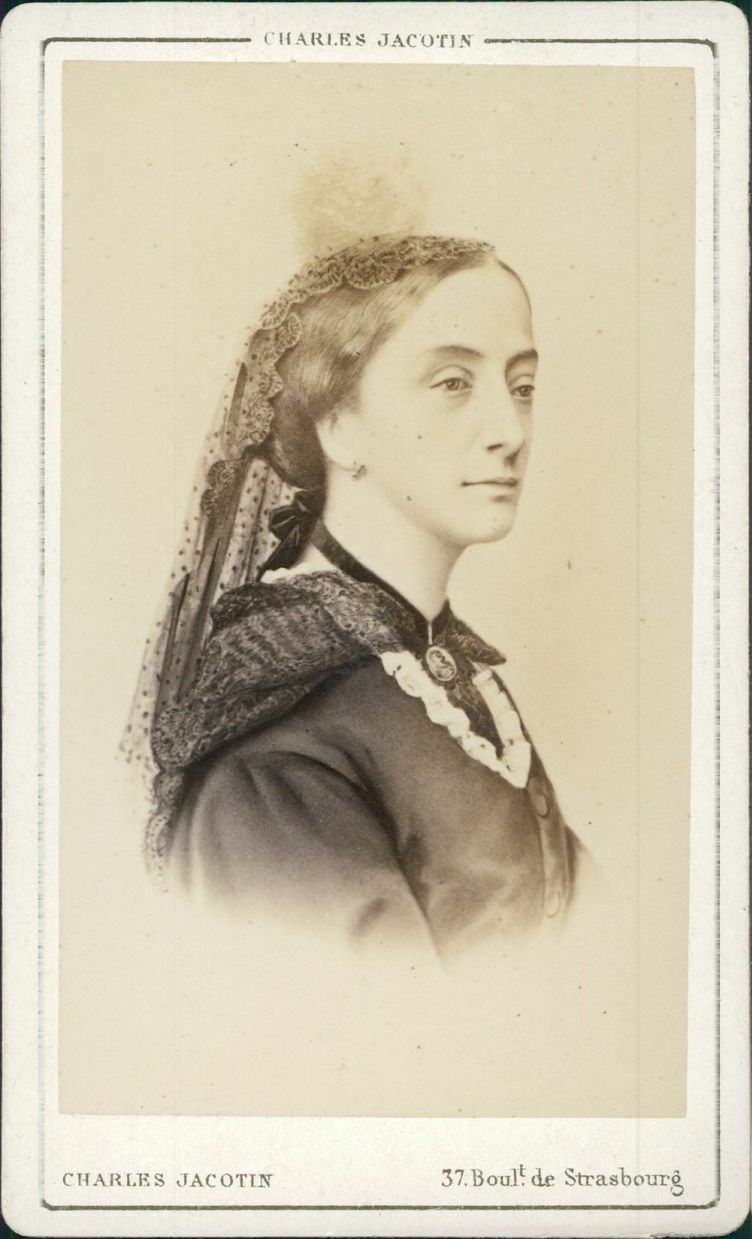
Françoise du Brésil.

Le 1er mai 1843, à l'âge de 18 ans, la princesse Françoise épouse le prince François d'Orléans, troisième fils du roi des Français, Louis-Philippe Ier, et de la princesse Marie-Amélie, princesse de Naples et de Sicile. Par son mariage, elle devient « Son Altesse Royale la princesse de Joinville ». La baronne de Langsdorff est chargée des préparatifs du mariage, qui a lieu à Rio de Janeiro. La dot de la mariée est évaluée à un million de francs, soit 750 000 escudos, et comprend en outre 25 lieues carrées de terres dans l'État de Santa Catarina, sur la rive gauche du rio Cachoeira, où se trouve la ville brésilienne de Joinville.
Le couple s'installe à Paris, où la princesse est considérée comme l'une des plus belles aristocrates, dont la bonne société admire la spontanéité. Le Tout-Paris la surnomme bientôt « la belle Françoise ». Contrairement aux autres membres de la famille royale, les jeunes mariés courent les cafés, les restaurants et les théâtres, quand ils ne montent pas à cheval dans le bois de Boulogne. Le prince François, aquarelliste à ses heures perdues, réalise ainsi plusieurs portraits de sa femme à cheval.
À la Cour, Françoise a pour dame de compagnie la comtesse Luísa Margarida de Barros Portugal, qui plus tard, sur recommandation de la princesse de Joinville, devient préceptrice des filles de l'empereur Pierre II, les princesses Isabelle et Léopoldine du Brésil.
En 1848, la monarchie est abolie en France et les Orléans sont contraints à l'exil. Sous le Second Empire, le couple rentre à Paris avec ses enfants. Jusqu'à sa mort en 1898, la princesse entretient une correspondance très suivie avec son frère au Brésil. Son mari meurt deux ans après elle. Tous deux sont enterrés dans la chapelle royale de Dreux.

## Titulature et décorations

### Titulature

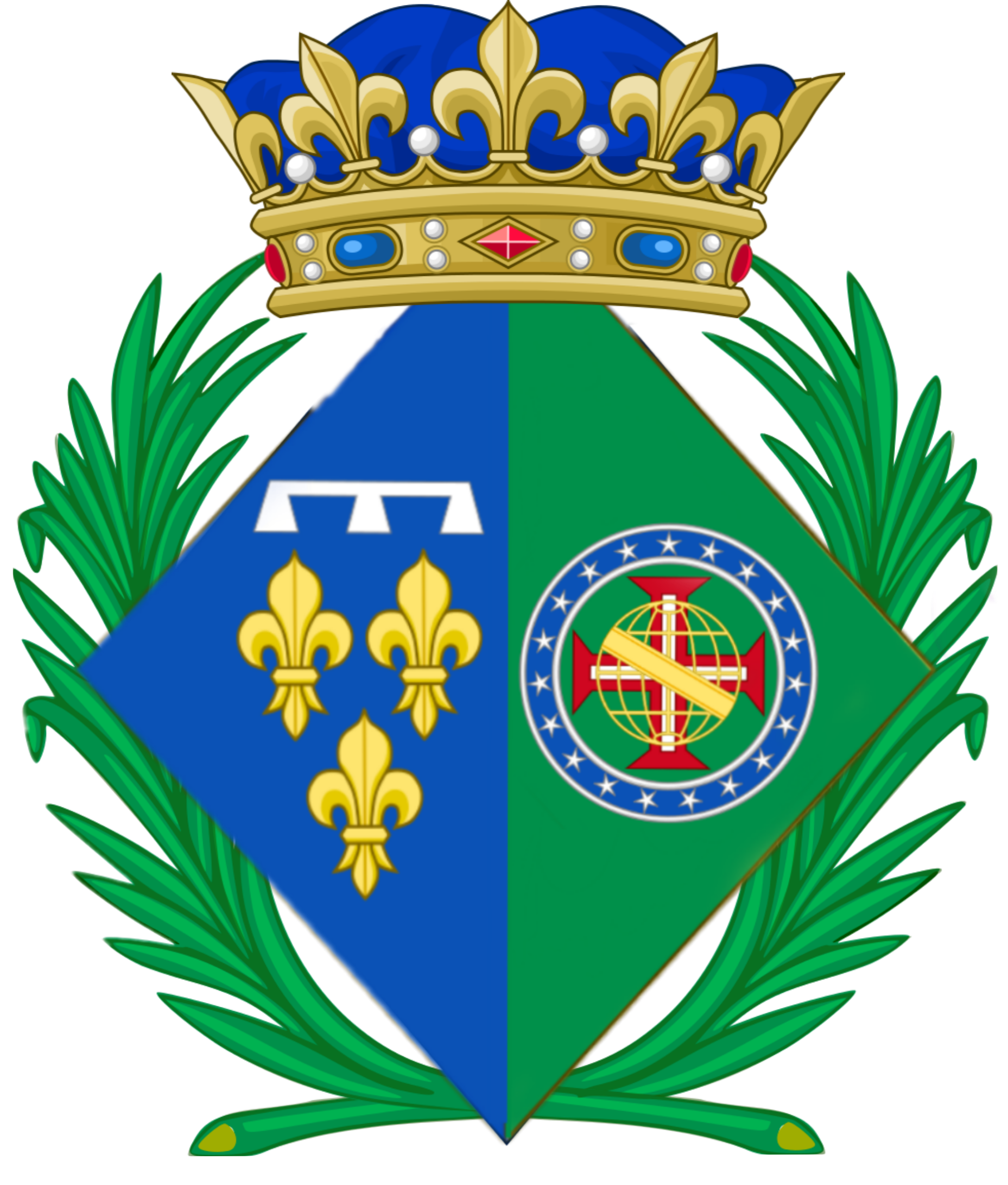
Blason de Françoise du Brésil, princesse de Joinville.

- 2 août 1824 – 1er mai 1843 : Son Altesse la princesse Françoise du Brésil ;
- 1er mai 1843 – 27 mars 1898 : Son Altesse Royale la princesse de Joinville.

### Décorations dynastiques
- Grand-croix de l'ordre de Pierre Ier[16] ;
- Grand-croix de l'ordre de la Rose[16] ;
- Grand-croix de l'ordre de l'Immaculée Conception de Vila Viçosa[17] ;
- Grand-croix de l'ordre royal de Sainte-Isabelle de Portugal[17] ;
- Dame de l'ordre de la Reine Marie-Louise[17],[18] ;
- Dame de l'ordre de la Croix étoilée[17],[19] ;
- Dame de l'ordre de Sainte-Élisabeth[17].

## Arbre généalogique
Source : Jean-Charles Volkmann, Généalogie des rois et des princes, Jean-Paul Gisserot, 1998.
|  |                                    |  |  |  |  |  |  |  |  |  |  |  |  |  |  |  |
|  | 8. Pierre III de Portugal          |  |  |  |  |  |  |  |  |  |  |  |  |  |  |  |
|  |                                    |  |  |  |  |  |  |  |  |  |  |  |  |  |  |  |
|  |                                    |  |  |  |  |  |  |  |  |  |  |  |  |  |  |  |
|  | 4. Jean VI de Portugal             |  |  |  |  |  |  |  |  |  |  |  |  |  |  |  |
|  |                                    |  |  |  |  |  |  |  |  |  |  |  |  |  |  |  |
|  |                                    |  |  |  |  |  |  |  |  |  |  |  |  |  |  |  |
|  | 9. Marie Ire de Portugal           |  |  |  |  |  |  |  |  |  |  |  |  |  |  |  |
|  |                                    |  |  |  |  |  |  |  |  |  |  |  |  |  |  |  |
|  |                                    |  |  |  |  |  |  |  |  |  |  |  |  |  |  |  |
|  | 2. Pierre Ier du Brésil            |  |  |  |  |  |  |  |  |  |  |  |  |  |  |  |
|  |                                    |  |  |  |  |  |  |  |  |  |  |  |  |  |  |  |
|  |                                    |  |  |  |  |  |  |  |  |  |  |  |  |  |  |  |
|  | 10. Charles IV d'Espagne           |  |  |  |  |  |  |  |  |  |  |  |  |  |  |  |
|  |                                    |  |  |  |  |  |  |  |  |  |  |  |  |  |  |  |
|  |                                    |  |  |  |  |  |  |  |  |  |  |  |  |  |  |  |
|  | 5. Charlotte-Joachime d'Espagne    |  |  |  |  |  |  |  |  |  |  |  |  |  |  |  |
|  |                                    |  |  |  |  |  |  |  |  |  |  |  |  |  |  |  |
|  |                                    |  |  |  |  |  |  |  |  |  |  |  |  |  |  |  |
|  | 11. Marie-Louise de Bourbon-Parme  |  |  |  |  |  |  |  |  |  |  |  |  |  |  |  |
|  |                                    |  |  |  |  |  |  |  |  |  |  |  |  |  |  |  |
|  |                                    |  |  |  |  |  |  |  |  |  |  |  |  |  |  |  |
|  | 1. Françoise du Brésil             |  |  |  |  |  |  |  |  |  |  |  |  |  |  |  |
|  |                                    |  |  |  |  |  |  |  |  |  |  |  |  |  |  |  |
|  |                                    |  |  |  |  |  |  |  |  |  |  |  |  |  |  |  |
|  | 12. Léopold II du Saint-Empire     |  |  |  |  |  |  |  |  |  |  |  |  |  |  |  |
|  |                                    |  |  |  |  |  |  |  |  |  |  |  |  |  |  |  |
|  |                                    |  |  |  |  |  |  |  |  |  |  |  |  |  |  |  |
|  | 6. François Ier d'Autriche         |  |  |  |  |  |  |  |  |  |  |  |  |  |  |  |
|  |                                    |  |  |  |  |  |  |  |  |  |  |  |  |  |  |  |
|  |                                    |  |  |  |  |  |  |  |  |  |  |  |  |  |  |  |
|  | 13. Marie-Louise d'Espagne         |  |  |  |  |  |  |  |  |  |  |  |  |  |  |  |
|  |                                    |  |  |  |  |  |  |  |  |  |  |  |  |  |  |  |
|  |                                    |  |  |  |  |  |  |  |  |  |  |  |  |  |  |  |
|  | 3. Marie-Léopoldine d'Autriche     |  |  |  |  |  |  |  |  |  |  |  |  |  |  |  |
|  |                                    |  |  |  |  |  |  |  |  |  |  |  |  |  |  |  |
|  |                                    |  |  |  |  |  |  |  |  |  |  |  |  |  |  |  |
|  | 14. Ferdinand Ier des Deux-Siciles |  |  |  |  |  |  |  |  |  |  |  |  |  |  |  |
|  |                                    |  |  |  |  |  |  |  |  |  |  |  |  |  |  |  |
|  |                                    |  |  |  |  |  |  |  |  |  |  |  |  |  |  |  |
|  | 7. Marie-Thérèse de Bourbon-Naples |  |  |  |  |  |  |  |  |  |  |  |  |  |  |  |
|  |                                    |  |  |  |  |  |  |  |  |  |  |  |  |  |  |  |
|  |                                    |  |  |  |  |  |  |  |  |  |  |  |  |  |  |  |
|  | 15. Marie-Caroline d'Autriche      |  |  |  |  |  |  |  |  |  |  |  |  |  |  |  |
|  |                                    |  |  |  |  |  |  |  |  |  |  |  |  |  |  |  |
|  |                                    |  |  |  |  |  |  |  |  |  |  |  |  |  |  |  |